# Archontophoenix
Az Archontophoenix az egyszikűek (Liliopsida) közé tartozó pálmafélék (Arecaceae) családjának egyik nemzetsége. A nemzetség fajai Ausztráliában őshonosak.

## Jellemzőjük

### Ivartalan jellemzőik

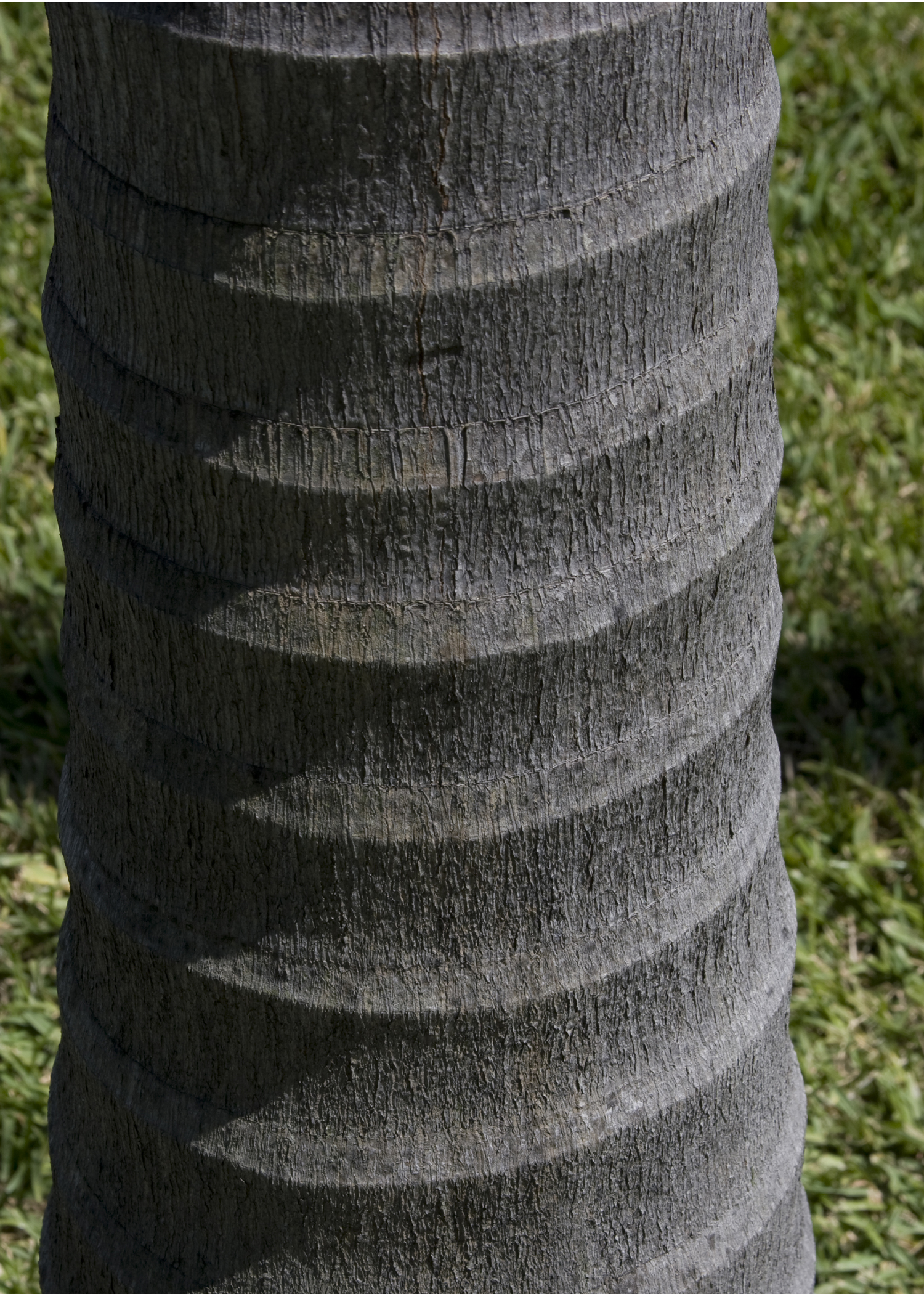
Az Archontophoenix alexandrae törzse

Az Archontophoenix pálmafajoknak egy, egyenes, elágazás nélküli fás száruk van. Fajtól függően akár a 20-30 méteres magasságot is elérhetik. Törzsük karcsú, gyakran megvastagodott gyökérnyakkal. A szárukon a lehullott levelek levélalapjánál a heg lehet kiemelkedő vagy sima. 
A levelük három fő részre tagolódik levélhüvelyre, levélnyélre és levéllemezre. A levélhüvelyek cső alakúak, melyek egy ún. koronaalapot hoznak létre, ami lehet zöld, barna vagy lila színű is. A levélnyél a levélhüvelyről szakad le, ha a levél elöregedett. A levélnyél fajonként eltérő hosszúságú lehet, sőt hiányozhat is. A levéllemez párosan elágazó, a levéltengely hosszú. A levélfonák lehet zöld, de gyakori hogy ezüstösen fénylő az apró levélpikkelyek miatt.

### Ivaros jellemzőik

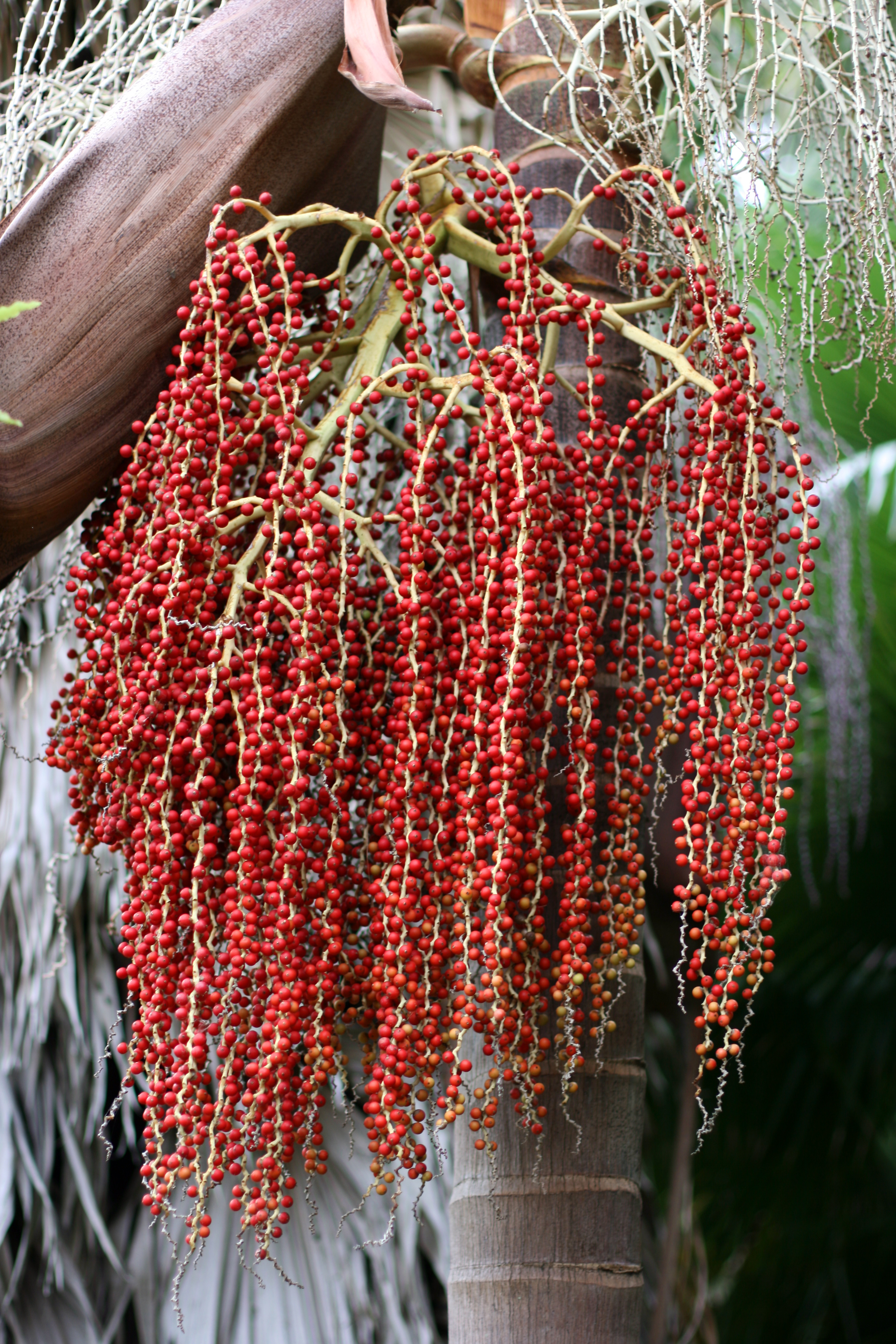
Az Archontophoenix cunninghamiana termése

Az Archontophoenix fajok egylakiak és pleonanth (folyton termő, sokszor virágzó) virágzásúak. A virágok virágzatként jelennek meg a pálmákon. A virágzatuk szára rövid és erős, két fellevél takarja, és lehet felálló vagy lecsüngő. A füzérvirágzatuk háromszorosan vagy négyszeresen elágazó, az oldalágak cikkcakkosak. A virág ősi jelleget mutat (protandrikus) – a pollen hamarabb érik be mint a bibe. A nővirágot két hímvirág foghatja körbe, de olyan is lehet, hogy a hímvirágok csak a virágzat szélén fejlődnek.
Az ülő virágok egyneműek, fajtól függően lilák, fehéresek, világoszöldek. A hímvirágokon három csészelevél összenőtt, három szabad, a szirmok hosszabbak. A virágban 9-35 porzó lehet, középen pedig egy csökevényes, steril bibe. A nővirágok jelentősen kisebbek, A csészék és a szirmok egyforma nagyok, a csészelevelek összenőttek. A magház egykamrás, a bibe háromágú, a bibeszál rövid. A termése bogyó, ami ovális, elliptikus vagy gömb alakú, egy-egy maggal. Éretten vörös-, rózsaszínű.

## Elterjedésük
A nemzetség fajai Ausztrália keleti részén, Új-Dél-Wales és Queensland területén őshonosak.
Azonban 'az 'Archontophoenix alexandrae és Archontophoenix cunninghamiana fajokat előszeretettel ültetik parkokba, kertekbe dísznövényként ahol a klíma megfelelő. Braziliában és Hawaii-n van nagyobb állományuk.

## Rendszerezésük
Az Archontophoenix nemzetséget 1875-ben Hermann Wendland és Oscar Drudeírta le először. A nemzetség latin neve a görög ἄρχων (árchōn-Archon) szóból ered, ami uralkodót, királyt jelent. A phoenix név a datolyapálma latin nevéből származik. A nemzetség szinonim neve a Loroma O.F.Cook.
Az Archontophoenix nemzetség az Archontophoenicinae alnemzetségcsaládon belül, az Arecoideae nemzetségcsoportba tartozik, az Areceae családon belül. Jelenleg az Archontophoenicinae alnemzetségcsaládba még további hat nemzetséget sorolnak: Actinokentia, Hedyscepe, Chambeyronia, Kentiopsis, Mackeea és Rhopalostylis. Ezek a fajok közepes és nagy méretű pálmák. A lomborona jól fejlett. A virágzat két vagy háromszorosan elágazó, a gynoceum (a virág nőivarú része) pseudomonomer.
1994-ig hat fajt írtak le, melyek Kelet-Ausztráliában őshonosak.

### Fajok
- Archontophoenix alexandrae (F.Muell.) H.Wendl. & Drude – Ez az endemikus faj a mocsarakban, csapadékos esőerdőkben és folyóparti ártéri erdőken él. Queensland nyugati részén.
- Archontophoenix cunninghamiana H.Wendl. & Drude – Új-Dél Wales-ben és Queenslandben élő faj.
- Archontophoenix maxima Dowe – Ritka endemikus faj, mely Atherton felföld nyugati esőerdeiben él 800-1200 méter tengerszint feletti magasságban.
- Archontophoenix myolensis Dowe – Ez a nagyon ritka endemikus faj csak a Warrill Creek-völgyben (a Bremer-folyó mellékfolyójának völgye) található meg Kurandától nyugatra, Queenslandben. Kevesebb mint 100 példány ismert a természetes élőhelyén.
- Archontophoenix purpurea Hodel & Dowe –  Ez az endemikus faj csak a Spurgeon-hegy, a Lewis-hegy és a Finnigan-hegy gránitmasszívumán virágzik, 400-1200 méter tengerszint feletti magasságban.
- Archontophoenix tuckeri Dowe – Ez az endemikus pálma csak a York-félszigeten fordul elő, a McIlwraith hegységkörnyékén.

## Fordítás
- Ez a szócikk részben vagy egészben  az   Archontophoenix című német Wikipédia-szócikk ezen változatának fordításán alapul.  Az eredeti cikk szerkesztőit annak laptörténete sorolja fel. Ez a jelzés csupán a megfogalmazás eredetét és a szerzői jogokat jelzi, nem szolgál a cikkben szereplő információk forrásmegjelöléseként.